# Tehri
Tehri ou New Tehri est une ville de l'Uttarakhand, dans le Nord de l'Inde, chef-lieu de son district.
La ville actuelle, située en hauteur, est issue du déplacement des habitants de l'ancienne-ville en aval, engloutie à partir des années 2000, par le barrage de Tehri,,.
La ville historique a été une des capitales du royaume de Tehri-Garhwal,.